# Пик Маяковского
Пик Маяко́вского (тадж. Қуллаи Маяковский), пик Трёхглавый или Пик Мирсаида Миршакара — гора Шахдаринского (Ваханского, Ишкашимского) хребта Памира на юге Таджикистана (Горно-Бадахшанская автономная область, район Ишкашим). Высота пика составляет 6095 м над уровнем моря.
Гора была открыта и названа в честь поэта Владимира Маяковского (1893—1930) советским писателем и путешественником П. Н. Лукницким.
Впервые смутно увидев этот пик издали 18 августа 1931 года, я нанес его на карту в следующем путешествии, 19 августа 1932 года, и тогда же назвал его именем величайшего поэта нашей эпохи — Владимира Маяковского.Павел Лукницкий
В 1947 году, через шестнадцать лет после открытия пика Маяковского, восхождение на его вершину совершили участники московской альпинистской экспедиции, руководимой Д. М. Затуловским. Подробное описание восхождения экспедиции на пик Маяковского опубликовано Д. М. Затуловским в его книге «На ледниках и вершинах Средней Азии».
30 июня 2022 года решением Маджлиса народных депутатов Горно-Бадахшанской автономной области пик Маяковского переименован в пик Мирсаида Миршакара в честь известного таджикского поэта.